# Garnotia thailandica
Garnotia thailandica là một loài thực vật có hoa trong họ Hòa thảo. Loài này được Gould mô tả khoa học đầu tiên năm 1972.